# فريدريك فون بيرغ
فريدريك فون بيرغ (بالألمانية: Friedrich von Berg)‏ هو محامي وسياسي ألماني، ولد في 20 نوفمبر 1866 في بولندا، وتوفي في 9 مارس 1939. انتخب عضو مجلس النواب البروسي اللوردات.